# Sambodrom u Rio de Janeiru
Sambodrom u Rio de Janeiru nalazi se na Aveniji Marques de Sapucaí u gradu Rio de Janeiru u Brazilu. Većina staza smještena je u središtu grada i na njima se održava brazilski karneval.
Sambodrom je dizajnirao slavni brazilski arhitekt Oscar Niemeyer, kako bi napravio pozornicu za nastupe i parade škola sambe. Otvoren je 1984. povorkama plesača sambe u dvije noći. Građen je od armiranog betona na dužini oko 700 metara.
Osim povorki škola sambi za vrijeme karnevala, na sambodromu se održavaju i drugi događaji poput koncerata glazbe, vjerskih svečanosti, akrobacija motociklista, izvedbi opera i sl.
Godine 2011., sambodrom je nadograđen prema izvornim nacrtima arhitekta Oscara Niemeyera, koji se prilikom gradnje 1983. nisu mogli u potpunosti obistiniti, zbog postojanja industrijskog pogona, gdje je bila pivovara Brahma. Nove tribine postavljene su po cijeni od 300 milijuna američkih dolara, čime se povećava kapacitet do 75 000 gledatelja. 
Prilikom Olimpijskih igara u Rio de Janeiru 2016. godine, na sambodromu se održalo natjecanje u streličarstvu i završetak maratonske utrke. 